# مانوئل آندرادا
مانوئل آندرادا (انگلیسی: Manuel Andrada; ۹ ژانویهٔ ۱۸۹۰ – ۱ ژانویهٔ ۱۹۶۸) چوگان‌باز اهل آرژانتین بود. مانوئل آندرادا وی در دوران حرفه‌ای خود به عنوان یکی از بهترین بازیکنان چوگان در جهان شناخته شد.
آندرادا در جام جهانی ۱۹۳۰ با تیم ملی آرژانتین قهرمانی را کسب کرد و در طول دوران حرفه‌ای خود به عنوان یکی از بهترین بازیکنان چوگان در تاریخ شناخته می‌شد. وی در تاریخ ۱ ژانویه ۱۹۶۸ در شهر بوئنوس آیرس درگذشت.